# Starmen Point
Der Starmen Point (englisch; bulgarisch нос Стърмен nos Starmen) eine Landspitze im Nordosten der Strescher-Halbinsel an der Graham-Küste des Grahamlands auf der Antarktischen Halbinsel. Sie bildet 7,23 km ostsüdöstlich des Black Head, 14,3 km südsüdwestlich des Prospect Point und 4,9 km westnordwestlich der Landspitze, die vom Lens Peak ausgeht, die Westseite der Einfahrt zur Crates Bay.
Britische Wissenschaftler kartierten sie 1976. Die bulgarische Kommission für Antarktische Geographische Namen benannte sie 2013 nach der Ortschaft Starmen im Nordosten Bulgariens.